# Oreopanax capitatus
Oreopanax capitatus é uma espécie de árvore do género Oreopanax

## Distribuição
Incide desde o México até o Panamá, Colômbia, Venezuela, Guiana, Guiana Francesa, Amazonas, Peru e Brasil.

## Sinônimos
- Aralia capitata Jacq.
- Aralia multiflora Pohl ex DC. [Inválido]
- Aralia ovata Sessé & Moc.
- Botryodendrum capitatum (Jacq.) Endl.
- Hedera capitata (Jacq.) Sm.
- Hedera frondosa Salisb.
- Hedera multiflora DC.
- Mesopanax capitatus (Jacq.) R.Vig.
- Oreopanax destructor Seem.
- Sciodaphyllum capitatum (Jacq.) Griseb.